# Círculo meridiano

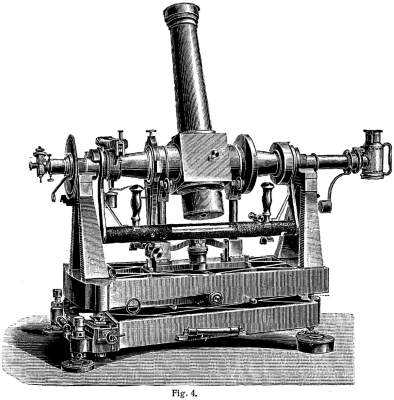
Ilustración de un círculo meridiano de comienzos del.

El círculo meridiano, también llamado anteojo meridiano, es un instrumento de tránsito consistente en un gran telescopio refractor, que puede girar libremente en torno de un eje horizontal colocado en la dirección este-oeste, de manera tal que el anteojo se mueva describiendo el meridiano local.

## Historia

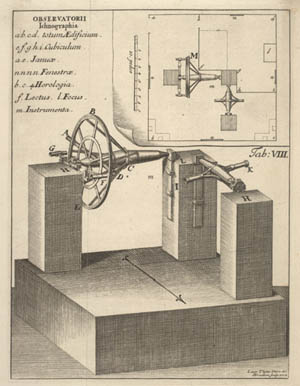
El primer círculo meridiano del mundo de Ole Rømer en el Observatorium Tusculanum

El astrónomo danés Ole Rømer (1644-1710) fue quien imaginó y construyó el anteojo meridiano. Se le ocurrió como consecuencia de observar las dificultades para hacer mover en el plano del meridiano la lente de un cuarto de círculo mural, es decir, una lente equilibrada sobre un eje muy corto y obligada a aplicarse continuamente sobre un limbo imperfectamente hecho.

## Utilidad
Permite determinar con precisión el momento del paso de los astros por el meridiano del lugar, y deducir su ascensión recta, conociendo la diferencia de tiempos entre el paso del meridiano principal y el paso del astro por el meridiano del lugar. También sirve para determinar la declinación de los astros.

## Equipamiento
El equipamiento siempre incluye un reloj sidéreo. Para que las observaciones sean exactas, el instrumento debe satisfacer tres condiciones:
- El eje de rotación debe ser horizontal.
- El eje óptico debe ser perpendicular al eje de rotación
- El plano vertical descripto por el eje óptico debe coincidir con el meridiano.

## Galería de imágenes
|                                                                                                   |
| Telescopio círculo meridiano Mailhat del Observatori Fabra de Barcelona, con una apertura de 20cm |

|                                                                 |
| Círculo meridiano en el Observatorio Kuffner de Vienna, Austria |

|                                                                                |
| Edificio y cúpula del círculo meridiano del observatorio de Hamburgo, Alemania |

|                                                                  |
| Círculo meridiano del Observatorio de Járkov, construido en 1904 |